# Georges Duperron
Pour les articles homonymes, voir Duperron.
Georges Duperron (en russe : Георгий Александрович Дюперрон, Gueorgui Aleksandrovitch Diouperron), né le 12/24 septembre 1877 et mort le 23 juillet 1934 à Léningrad, est le fondateur du football et du mouvement olympique en Russie. Il était journaliste sportif, historien et théoricien du sport.

## Biographie
Georges (Gueorgui) Duperron est le fils d'Alexandre Duperron, descendant d'une famille d'origine française passée par l'Allemagne et arrivée en Russie au début du XIXe siècle. Alexandre, commerçant fortuné, est citoyen d'honneur héréditaire de Saint-Pétersbourg (ce qui équivaut au titre de bourgeois dans la France de l'Ancien Régime). Georges est éduqué à la fameuse Sankt Petri Schule, école allemande dépendant de la paroisse allemande Saint-Pierre à Saint-Pétersbourg. Il est dès ses jeunes années un sportif accompli. Il participe à partir de l'âge de quatorze ans aux courses de chevaux du parc Youssoupoff.
Parlant couramment français, il voyage en 1895 à Paris et fait connaissance de plusieurs sociétés sportives françaises. Il participe à des courses de bicyclette et remporte le record du monde de course cycliste à Paris. Le jeune homme de dix-huit ans raconte son exploit dans un article écrit dans le premier numéro du journal Samokat en 1895 et intitulé Pourquoi la Russie ne remporte-t-elle aucun record mondial ?. L'article est écrit avec un sens aigu d'observateur et d'analyste. Il expose la situation du sport en Russie avec intelligence. Devenu étudiant à la faculté de Droit de l'université de Saint-Pétersbourg, Duperron continue à faire du sport. Il est membre de plusieurs sociétés sportives, se présente à des concours d'équitation, à des courses cyclistes. Il fait aussi de l'athlétisme (sous le pseudonyme de Surelibi), du football et du hockey. Il fait partie du bureau des courses de Saint-Pétersbourg qui donne la permission aux sportifs amateurs de participer aux concours.
La date de naissance du football russe est le 12 (24) octobre 1897. Il y a ce jour-là le premier match de deux équipes sur l'île Vassilievski à Saint-Pétersbourg. L'une représente le Cercle des Amateurs de Sport, l'autre le Cercle des Sportsmen de Saint-Pétersbourg, tel était le vocabulaire de l'époque...Les jeunes gens se rencontrent sur la place d'armes du Premier Corps de Cadets de Saint-Pétersbourg. Le Cercle des Amateurs de Sport, dans lequel jouait Duperron, gagne quatre buts à trois.
Duperron est, en plus d'être capitaine de la première équipe de football, capitaine de la première équipe de hockey. Il fait partie d'une réunion le 27 octobre 1897 pour choisir les équipes russes des prochains Jeux olympiques. Parallèlement, il écrit des articles dans les premiers journaux de sport, en particulier Samokat et Le Cycliste. Il est l'un des premiers collaborateurs du journal Sport commençant à paraître en 1900. Il en devient deux ans plus tard, à vingt-cinq ans, le rédacteur en chef. Il est entraîneur des équipes russes aux Jeux olympiques d'été de 1912 à Stockholm.
Il fonde avec d'autres la Ligue de Football de Saint-Pétersbourg, première ligue de football créée en Russie impériale et en sera le secrétaire général jusqu'en 1914. En 1915, il est président de l'Union de Football de toutes les Russies (fondée en 1910 et enregistrée à la FIFA en 1912) jusqu'en 1917. Ses premiers présidents étaient auparavant Arthur McFerson et Robert Fulda.
Il est enterré au cimetière orthodoxe de Smolensk (Saint-Pétersbourg).

## Source
- (ru) Cet article est partiellement ou en totalité issu de l’article de Wikipédia en russe intitulé « Дюперрон, Георгий Александрович » (voir la liste des auteurs).